# Montilly-sur-Noireau
Montilly-sur-Noireau är en kommun i departementet Orne i regionen Normandie i nordvästra Frankrike. Kommunen ligger i kantonen Flers-Nord som tillhör arrondissementet Argentan. År 2022 hade Montilly-sur-Noireau 719 invånare.

## Befolkningsutveckling
Antalet invånare i kommunen Montilly-sur-Noireau
| Referens: INSEE |